# 林忠钦
林忠钦（1957年12月6日—）。男，浙江宁波人，中国汽车车辆工程专家。上海交通大学船舶及海洋工程系本科、硕士，船舶结构力学专业博士。2011年当选中国工程院院士。曾任上海交通大学校长、党委副书记。

## 生平
1982年2月在上海交通大学船舶获及海洋工程系学士学位。1985年5月加入中国共产党。1986年1月获硕士学位。1989年4月，在上海交通大学船舶结构力学专业获博士学位并留校工作。
1995年9月，任上海交通大学机械工程系副系主任。2000年5月，任机械工程学院常务副院长。2002年1月，任机械与动力工程学院常务副院长。2004年8月，任上海交通大学副校长。2004年12月，任上海交通大学党委常委、副校长。2010年1月，任上海交通大学党委常委、常务副校长。2017年2月23日，任上海交通大学校长、党委副书记。2018年1月，当选第十三届全国政协委员。
2023年2月，卸任上海交通大学校长、党委副书记职务。